# Souilly
Souilly é uma comuna francesa na região administrativa de Grande Leste, no departamento de Meuse. Estende-se por uma área de 26,59 km². Em 2010 a comuna tinha 465 habitantes (densidade: 17,5 hab./km²).